# Stora Per-Håksen
Stora Per-Håksen är en sjö i Hällefors kommun i Västmanland och ingår i Göta älvs huvudavrinningsområde. Sjön har en area på 0,16 kvadratkilometer och ligger 193,3 meter över havet.

## Delavrinningsområde
Stora Per-Håksen ingår i det delavrinningsområde (663578-142635) som SMHI kallar för Inloppet i Hällefors Dämningsområde. Medelhöjden är 204 meter över havet och ytan är 16,64 kvadratkilometer. Räknas de 95 avrinningsområdena uppströms in blir den ackumulerade arean 1 124,74 kvadratkilometer. Gullspångsälven (Liälven) som avvattnar avrinningsområdet har biflödesordning 2, vilket innebär att vattnet flödar genom totalt 2 vattendrag innan det når havet efter 359 kilometer. Avrinningsområdet består mestadels av skog (78 procent). Avrinningsområdet har 0,5 kvadratkilometer vattenytor vilket ger det en sjöprocent på 3 procent.